# لاوخرینگن
لاوخرینگن (به آلمانی: Lauchringen) یک شهر در آلمان است که در Waldshut واقع شده‌است. لاوخرینگن ۷٬۴۰۲ نفر جمعیت دارد.